# Nicholas Dubois de Chemant
Nicholas Dubois de Chemant (ur. 1753, zm. 1824) – francuski dentysta, twórca udoskonalonej metody produkcji porcelanowych protez zębowych.

## Życiorys
Nicholas Dubois de Chemant urodził się w 1753 roku. De Chemant zajmował się wytwarzaniem sztucznych szczęk z porcelany, które przedstawiał jako lepszą alternatywę wobec protez z kości słoniowej, ponieważ nie podlegały gniciu. Pomimo przedstawiania ich jako niezniszczalnych i bezzapachowych, protezy szczerbiły się i ciemniały, a także powodowały choroby dziąseł.
Proces produkcji porcelanowych protez opracował w 1744 roku jego nauczyciel, Alexis Duchateau (1714-1792), ale de Chemant ulepszył metodę, przezwyciężając problem kurczenia się protezy w czasie wypalania. Za swoje osiągnięcia został przez króla Ludwika XVI nagrodzony patentem. W 1792 roku, po wybuchu rewolucji, zbiegł do Wielkiej Brytanii, gdzie rok wcześniej otrzymał na 14 lat patent na wyłączność produkcji protez swojego pomysłu. Do 1804 roku opracował 12.000 sztucznych szczęk. Zmarł w 1824 roku.